# Pedaria murphyi
Pedaria murphyi är en skalbaggsart som beskrevs av Josso och Prévost 2003. Pedaria murphyi ingår i släktet Pedaria och familjen bladhorningar. Utöver nominatformen finns också underarten P. m. septentrionalis.